# Ulica Twarda w Warszawie

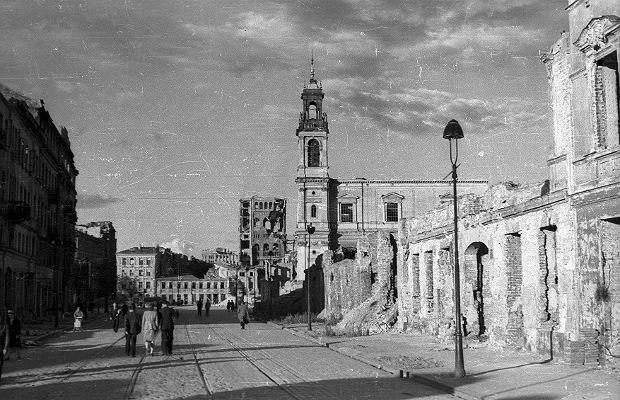
Ulica przy pl. Grzybowskim po II wojnie światowej

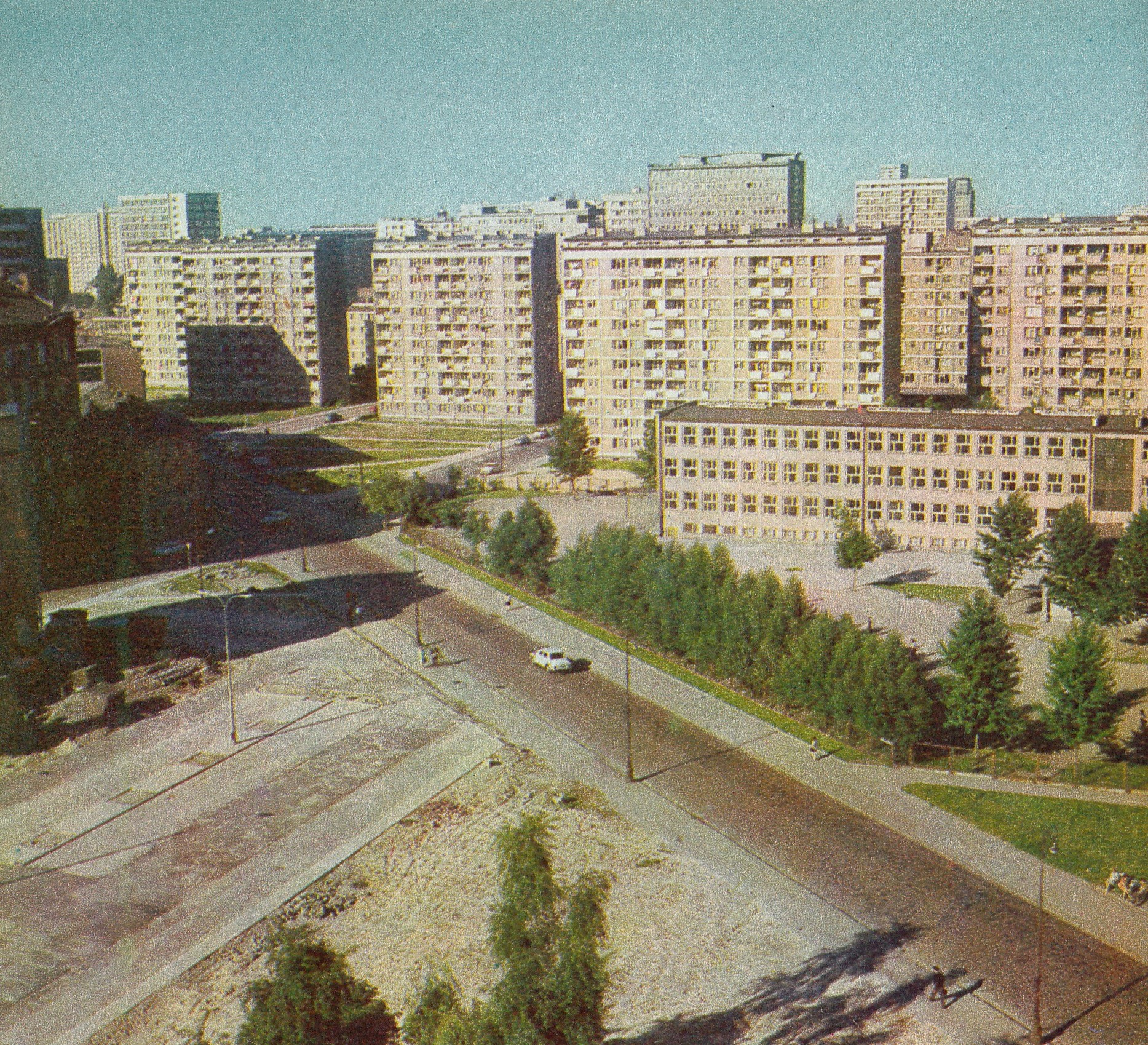
Wolski odcinek ulicy w latach 60. XX wieku

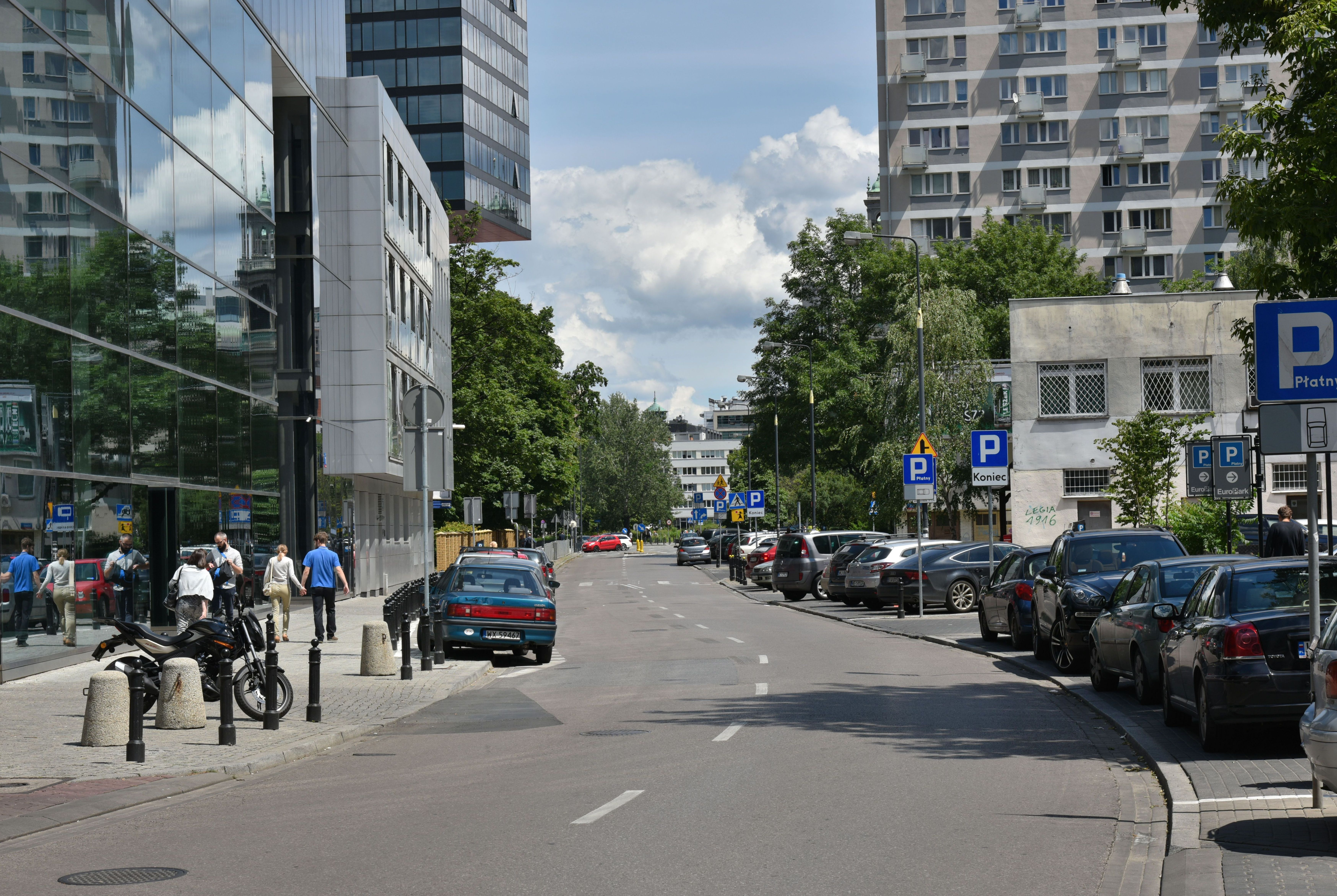
Śródmiejski odcinek ulicy (2016)

Ulica Twarda – ulica w warszawskich dzielnicach Śródmieście i Wola.

## Historia
Ulica biegła od placu Grzybowskiego i śródmieścia Warszawy do traktu krakowskiego (Drogi Grójeckiej) i rogatek Jerozolimskich. Przecinała ukośnie role folwarku starościńskiego, a od połowy XVII wieku – jurydykę Grzybów. W końcu XVIII w. jej zabudowa składała się z pałacu Gutakowskich, 5 kamienic, 5 małych domów murowanych, 24 dworków drewnianych, gorzelni, młyna oraz jatek.
Nazwa, nadana oficjalnie w 1770, nawiązywała do twardego podłoża ulicy, która biegła po grobli wśród podmokłych terenów.
Około 1845 ulica została odcięta od Alej Jerozolimskich torami Kolei Warszawsko-Wiedeńskiej. W latach 1864–1866 na Twardej położono bruk z kamienia polnego. Do końca XIX w. została zwarto zabudowana kamienicami. Ulica miała charakter handlowy, m.in. na jej południowym odcinku mieściły się liczne zakłady zegarmistrzowskie. Dużą część mieszkańców stanowiła ludność żydowska.
14 sierpnia 1908 ulicą pojechał pierwszy elektryczny wóz tramwajowy o oznaczeniu linii „22” (wcześniej kursowały tutaj wozy konne).
W listopadzie 1940 Twarda na odcinku od ulicy Złotej do placu Grzybowskiego znalazła się w granicach warszawskiego getta. U zbiegu ze Złotą znajdowała się jedna z bram getta, która funkcjonowała do 20 stycznia 1941, co od 2008 upamiętnia jeden z pomników granic getta. W październiku południowa granica getta została przesunięta na środek ulicy Siennej. Ulica Twarda została włączona do aryjskiej części miasta wraz z całym tzw. małym gettem w sierpniu 1942 po wywiezieniu i wymordowaniu większości jego mieszkańców w obozie zagłady w Treblince, z wyjątkiem obszaru zajmowanego przez szop Waltera C. Toebbensa, który funkcjonował tutaj aż do wybuchu powstania w getcie warszawskim. Na ulicy Pańskiej przy Twardej znajdowała się główna brama wjazdowa na teren zakładu.
Podczas powstania warszawskiego, we wrześniu 1944, grupa żołnierzy Armii Krajowej z batalionu Wacława Stykowskiego „Hala” dokonała w piwnicach domów przy ul. Twardej i Prostej mordu na kilkunastu ukrywających się tam Żydach. Była to najpoważniejsza zbrodnia dokonana na terenie zajętym przez powstańców, której sprawcami byli żołnierze AK.
W 1944 większość zabudowy ulicy została zniszczona.
Ulica w swojej historii trzy razy zmieniała nazwę. W 1941 władze okupacyjnej Warszawy przemianowały ją na Querstrasse (Poprzeczną). Uchwałą Rady Narodowej m.st. Warszawy z dnia 17 stycznia 1947 nazwę ulicy zmieniono na ulica Krajowej Rady Narodowej w celu upamiętnienia zebrania założycielskiego Krajowej Rady Narodowej, które odbyło się 31 grudnia 1943/1 stycznia 1944 w nieistniejącej kamienicy przy ul. Twardej 22. 
Po wojnie ulica podzielona na dwa niepołączone ze sobą odcinki przez wybudowane w latach 1953–1956 ulicę Juliana Marchlewskiego i nowy odcinek ulicy Prostej. Uchwałą Rady Narodowej m.st. Warszawy z dnia 14 maja 1970 północnemu odcinkowi ulicy od placu Grzybowskiego do ulicy Juliana Marchlewskiego, w celu uniknięcia pomyłek, przywrócono dawną nazwę ulica Twarda. Południowy odcinek ulicy powrócił do swojej historycznej nazwy w grudniu 1990.

## Ważniejsze obiekty
- Wieżowiec Cosmopolitan (nr 2/4)
- Siedziby Gminy Wyznaniowej Żydowskiej w Warszawie oraz Związku Gmin Wyznaniowych Żydowskich w Rzeczypospolitej Polskiej (nr 6)
- Synagoga im. Małżonków Nożyków (nr 6)
- Biały Budynek (nr 6)
- Biurowiec Spektrum Tower (nr 18)
- Kamienica Lejba Osnosa (nr 28)
- Osiedle Miedziana
- Osiedle Złota
- Siedziba Polskiego Związku Wędkarskiego (nr 42)
- Budynek Spółdzielni Mieszkaniowej „Starówka”, jeden z pierwszych budynków postmodernistycznych w Warszawie (proj. 1983–1987, budowa 1987–1992, arch. A. Kiciński, P. Tiepłow) (nr 44)
- Osiedle Pańska
- Instytut Nauk Geologicznych PAN (nr 51/55)
- Instytut Parazytologii im. Witolda Stefańskiego PAN (nr 51/55)
- Instytut Paleobiologii im. Romana Kozłowskiego PAN (nr 51/55)
- Instytut Geografii i Przestrzennego Zagospodarowania im. Stanisława Leszczyckiego PAN (nr 51/55)